# Michael Poniatowski

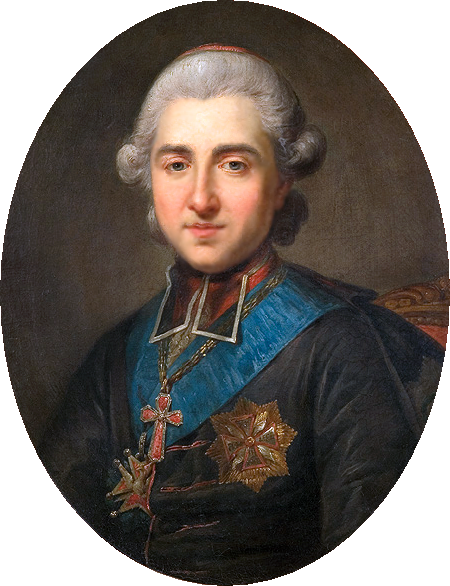
Michał Jerzy Poniatowski.

Michał Jerzy Poniatowski (Gdańsk, 12 oktober 1736 - Warschau, 12 augustus 1794) was een Poolse edelman en van 1773 tot 1785 bisschop van Płock en van 1785 tot aan zijn dood aartsbisschop van Gniezno.

## Levensloop
Michael Poniatowski was de jongste zoon van graaf Stanisław Poniatowski uit diens huwelijk met prinses Konstancja Czartoryska. Zijn broer Stanislaus August Poniatowski was van 1764 tot 1795 de laatste koning van Polen.
Hij was voorbestemd voor een kerkelijke loopbaan en werd in 1754 tot priester gewijd. In 1759 werd hij benoemd tot abt van de Abdijen van Tyniec en Czerwińsk en op 25 november 1764 werd hij onderscheiden met de Orde van de Witte Adelaar. Negen dagen later, op 4 december, werd hij door zijn broer Stanislaus August bevorderd tot prins.
Van 1773 tot 1785 was Michael Poniatowski bisschop van Płock en coadjutor van het bisdom Krakau. Daarna was hij van 1785 tot aan zijn dood in augustus 1794 aartsbisschop van Gniezno en primaat van de Poolse kerk. Bovendien was Poniatowski van 1771 tot 1792 Pools ambassadeur bij de Heilige Stoel en kreeg hij in 1791 als broer van de koning van Polen een zetel in de Britse Royal Society.
- Bibliothèque nationale de France: cb15336424j (data)
- Gemeinsame Normdatei: 119310155
- International Standard Name Identifier: 0000 0001 1260 8644
- Library of Congress Control Number: n85040312
- Virtual International Authority File: 17525359
- WorldCat: E39PBJymxfG7pcfWMCbqRFmrv3